# ساندرا زانيوسكا
ساندرا زانيوسكا (بالبولندية: Sandra Zaniewska) مواليد 3 يناير 1992 في كاتوفيتسه، هي لاعبة كرة مضرب بولندية بدأت مسيرتها كمحترفة سنة 2009 تلعب باليد اليمنى وتحتل حالياً المرتبة رقم. 460 (21 سبتمبر 2015) في تصنيف رابطة محترفات كرة المضرب. أعلى تصنيف لها في الفردي كان المركز الـ 142 في سنة 2012.

## روابط خارجية
- ساندرا زانيوسكا على موقع رابطة محترفات التنس (الإنجليزية)
- ساندرا زانيوسكا على موقع الاتحاد الدولي لكرة المضرب (الإنجليزية)
- ساندرا زانيوسكا على موقع خلاصة التنس.كوم (الإنجليزية)
- ساندرا زانيوسكا على موقع إي إس بي إن.كوم (الإنجليزية)